# フィリップ＝フランソワ・ダランベール

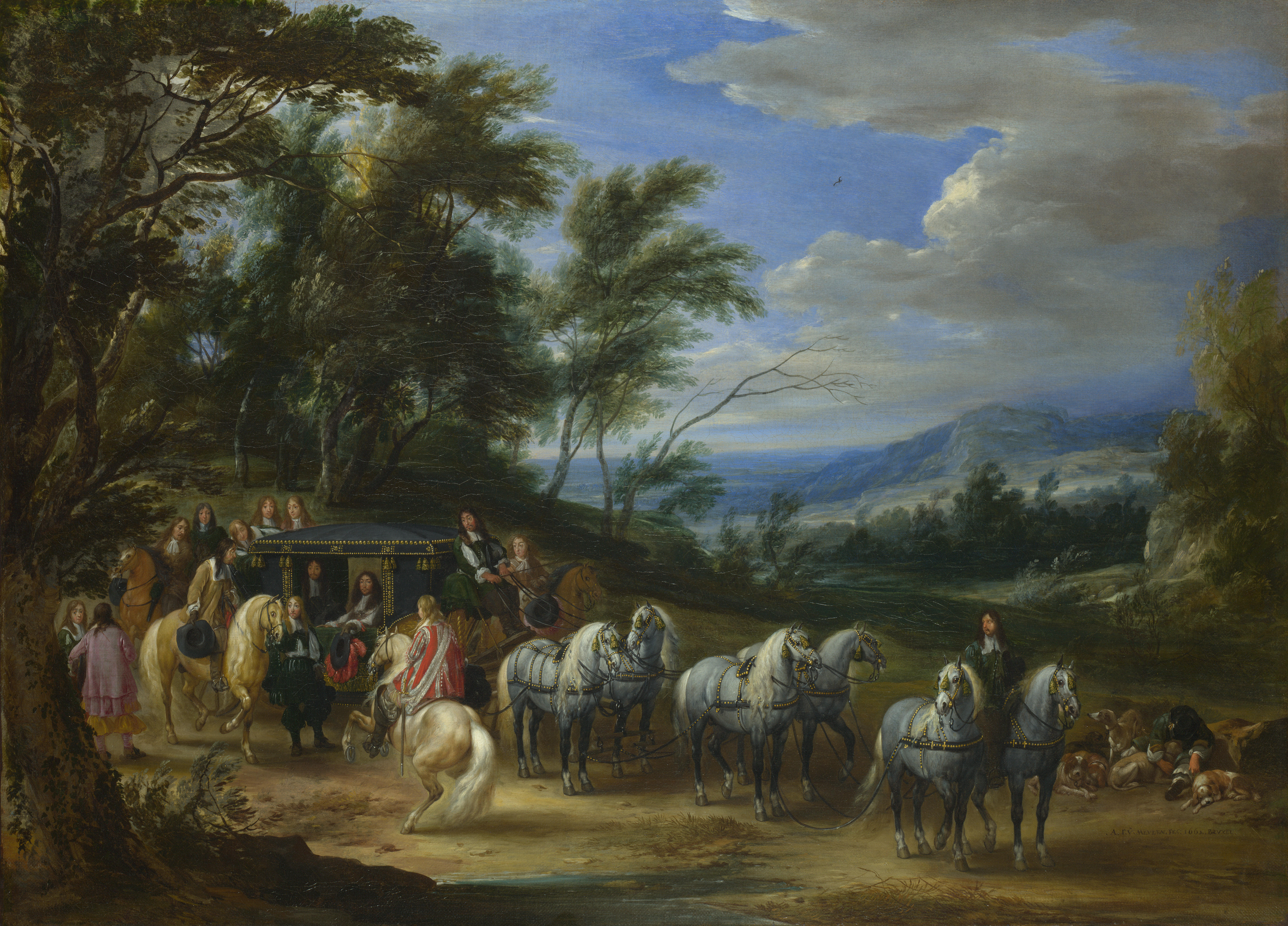
アーレンベルク公爵の閲兵、アダム・フランス・ファン・デル・ミューレン、1662年

フィリップ＝フランソワ・ダランベールまたはフィリップ・フランツ・フォン・アーレンベルク（仏：Philippe-François d'Arenberg；独：Philipp Franz von Arenberg, 1625年7月30日 - 1674年12月17日）は、スペイン領ネーデルラントの上級貴族、軍人。初代アーレンベルク公爵、第7代アールスコート公爵。

## 生涯
アーレンベルク侯フィリップ＝シャルルとその2番目の妻のラレン女伯イザベル・ド・クレイモンの間の長男として生まれ、1640年に父が死ぬと家督を継いだ。彼は初めマドリードに住み、スペイン王室の近衛連隊の大尉に任じられた。この職務の関係で、国王フェリペ4世のカタルーニャ地方への旅行にも随行している。1644年には神聖ローマ皇帝フェルディナント3世の計らいにより、アーレンベルク家は神聖ローマ帝国の侯（フュルスト）から公爵に昇格した。
一族とハプスブルク家との長年の主従関係から、フィリップ＝フランソワはプロテスタント系の北部諸州（ネーデルラント連邦共和国）の求める自主独立に強く反対し、八十年戦争や三十年戦争の最中はずっとハプスブルク側を支援し続けた。1646年には金羊毛騎士団の騎士に任じられている。
フィリップ＝フランソワはスペイン王家にゼーフェンベルゲンの所領を譲渡した。この所領はスペインとネーデルラント連邦共和国との和平協定の中でオラニエ＝ナッサウ家が引渡しを求めていた地域で、フィリップ＝フランソワは補償としてフォーコネイ＝エ＝ラ＝メール（Faucogney-et-la-Mer、現在のフランス領オート＝ソーヌ県の町）および120の村を与えられている。
1648年の和平成立後、フィリップ＝フランソワはスペインに戻らずにスペイン領ネーデルラントにとどまり、同地に駐屯するスペイン人歩兵連隊の連隊長を務め、1651年にレオポルト・ヴィルヘルム大公と同職を交替した後は、ドイツ人胸甲騎兵連隊の連隊長となった。1651年から1658年までフランス・スペイン戦争（Guerra franco-española）に従軍し、1654年にアラスの包囲戦に参加している。1660年にフランドルの海軍提督となり、1663年にはエノー州の総督および軍の最高責任者の地位を与えられた。
1642年にボルジア家の第8代ガンディア公フランシスコ・ディエゴ・パスクアル・デ・ボルハの娘マグダレナ・デ・ボルハ・イ・ドーリアと結婚したが、間に生まれた2人の娘はいずれも夭折した。男子が無いため、アーレンベルク家の家督は腹違いの弟シャルル＝ウジェーヌが継いだ。